# Vladimír Čech (hudební publicista)
Vladimír Čech (22. března 1944 Brno – 4. prosince 2015 Rajhrad) byl český hudební publicista.

## Život
Vystudoval Vysoké učení technické v Brně, obor slaboproudá elektrotechnika. V posledním ročníku začal souběžně studovat hudební a divadelní vědu na filosofické fakultě Universitě Jana Evangelisty Purkyně v Brně. Studium úspěšně zakončil v roce 1974. Ještě za studií začal psát do novin Brněnský večerník a Lidová demokracie. Spolupracoval také s Československým rozhlasem.
Pro Malé divadlo hudby připravoval poslechové pořady o vážné hudbě. Pozděli rozšířil témata i na heavy metal a populární hudbu. S těmito pořady poté cestoval po československých městech.
Po roce 1990 začal navštěvovat operní představení a koncerty ve Vídni. Od roku 2000 pravidelně referoval o hudebním dění ve Vídni, v Bayreuthu i v Čechách a na Moravě v pořadu Mozaika na stanici Český rozhlas Vltava.
Zemřel v rajhradském hospicu 4. prosince 2015.